# لینار سالیمولین
لینار سالیمولین (انگلیسی: Linar Salimullin; ۲۶ مارس ۱۹۳۲ – ۲۰ دسامبر ۱۹۹۳) کشتی‌گیر آزاد اهل اتحاد جماهیر شوروی بود.
وی در مسابقات کشوری و بین‌المللی در مجموع برندهٔ ۱ مدال نقره شده‌است.